# Logadzi
Logadzi (Logades, l. mn. logas – "wybrany, wskazany") – użyte przez historyka bizantyjskiego Priskosa z Panion określenie elity huńskiej na dworze Attyli.
Byli to ludzie blisko związani z osobą panującego. Pełnili rolę miejscowych zarządców ziem, strażników Attyli w określonych porach dnia, poborców trybutu, dowódców wojskowych i dyplomatów, przy czym, każdy z nich mógł odgrywać kilka z tych ról jednocześnie. Zaraz po Attyli i jego synach mieli udział w łupach wojennych i prawo dyskusji nad listem pisanym przez swego władcę do cesarza bizantyjskiego.         
Do logadów należeli: Eslas, Berichus (Berichos) Onegezjusz (Onegezjos), jego brat Skottas (Scottas), ojciec Romulusa Augustulusa – Orestes z Panonii, oraz ojciec Odoakra – Edekon (Edeco/ Edica). 